# Eleonora Kounicová
Eleonora hraběnka Kounicová, rozená Voračická-Bissingen z Paběnic (26. ledna 1809 Praha-Nové Město – 10. ledna 1898 Praha-Nové Město), byla česká šlechtična, spolková činovnice, sufražetka a feministka, mecenáška umění a podporovatelka ženských spolků v českých zemích. Podporovala přední osobnosti českého ženského emancipačního hnutí, jako byly například Marie Riegrová-Palacká, Karolina Světlá, Sofie Podlipská nebo Božena Němcová, která ji uvedla ve věnování svého románu Babička.

## Život

### Mládí
Narodila se jako Eleonora Marie Alžběta v paláci Voračických na Novém Městě v Praze do česky mluvící šlechtické rodiny, která se pohybovala v českém vlasteneckém a intelektuálním prostředí. Jejími rodiči byli Jáchym Jindřich Voračický z Paběnic a jeho manželka Alžběta, rozená Vratislavová z Mitrovic. Mládí strávila na rodovém panství v Choustníku u Tábora.
Dne 28. srpna 1828 se v Praze provdala za velkostatkáře a politika, hraběte Michaela Karla z Kounic. Po sňatku s manželem přechodně pobývali ve Vídni, kde Michael Karel působil jako c. k. komoří. Kromě toho vlastnili rodové statky Zahrádky, Housku, Českou Lípu, Březno v Čechách ad. Byla dámou Řádu hvězdového kříže.

### Veřejná činnost

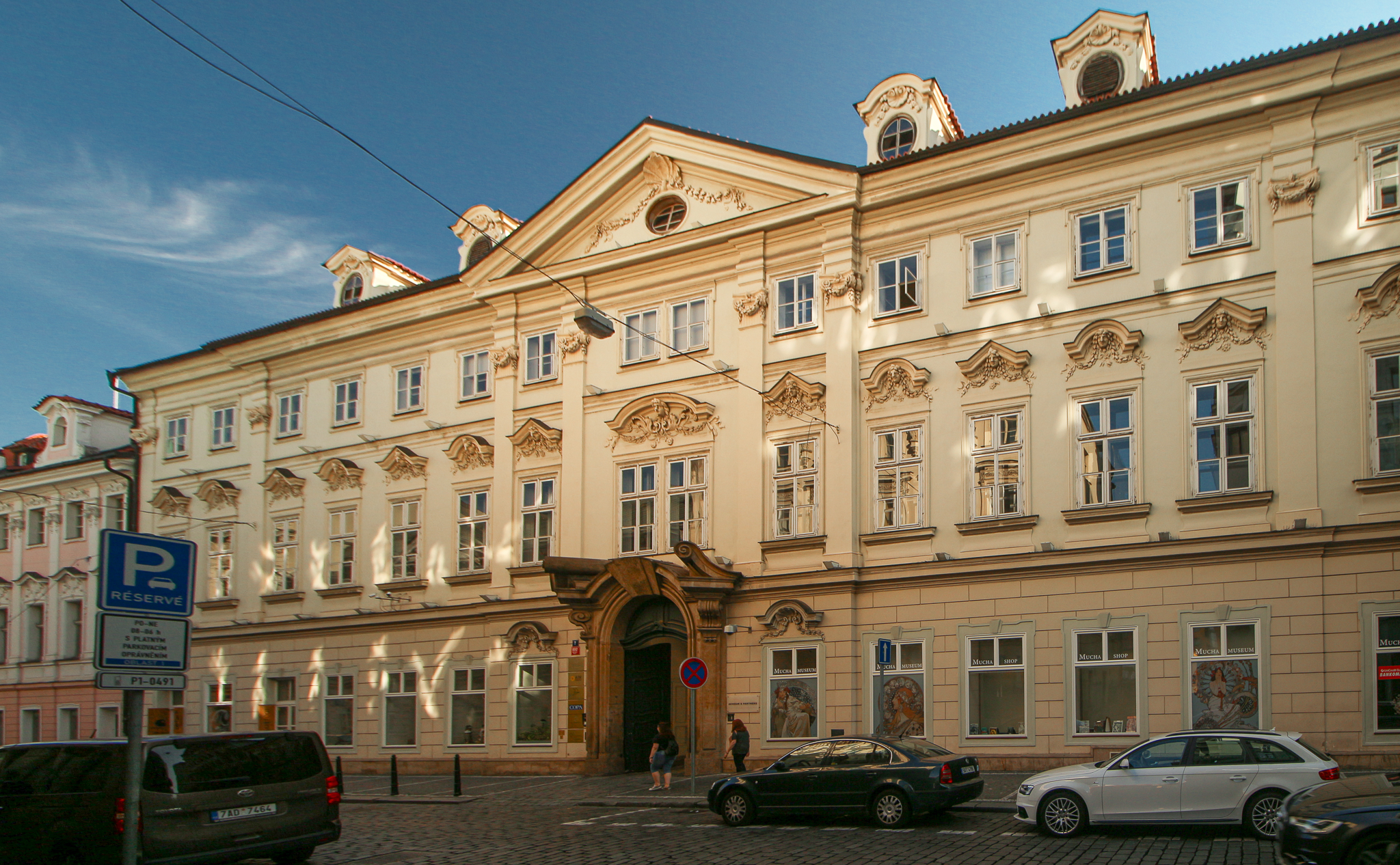
Kounický palác v Panské ulici, sídlo Eleonory Kounicové v Praze na Novém Městě.

Soustavně se věnovala dobročinným a mecenášským aktivitám, zejména pak po smrti manžela, který zemřel r. 1852 ve 49 letech. V napjatém společenském prostředí 40. let 19. století a následného nástupu neoabsolutismu se aktivně účastnila dámských společenských salonů, které spoluorganizovala a jež začaly být po Říjnovém diplomu roku 1860 přeměňovány do nově povolených občanských spolků.
Pojilo ji osobní přátelství s Boženou Němcovou, kterou opakovaně finančně podpořila. Jako poděkování jí Němcová věnovala své stěžejní dílo Babička. V Babičce je Kounicová zpodobněna v postavě hraběnky Březenské. Stejně tak pomohla k vydání a realizaci děl Karoliny Světlé, Sofie Podlipské a dalších českých umělců a umělkyň.
Zapojovala se do aktivit okolo Amerického klubu dam, prvního českého ženského spolku vzniknuvšího z iniciativy mecenáše Vojty Náprstka, který se scházel v jeho domě U Halánků. Svůj rodný dům, palác Voračických, později věnovala ve prospěch českého Národního muzea, sama žila v Kounickém paláci v Panské ulici na Novém Městě.
Finančně podporovala např. Ústřední matici školskou, ženský spolek Vesna v Brně, Ženský výrobní spolek, Národní jednotu pošumavskou a mnohé další, stejně jako např. dostavbu a výzdobu interiérů Národního divadla.

### Úmrtí
Hraběnka Eleonora Kounicová zemřela 10. ledna 1898 v novoměstském Kounickém paláci v Praze. Dle svého přání nebyla pohřbena do rodinné hrobky, ale na Vyšehradském hřbitově, místě tradičního odpočinku českých národních elit.

## Potomci
Spolu s manželem měli deset dětí:
1. Albrecht Vincenc z Kounic (1829–1897)[9] – politik, c. k. komoří, člen Panské sněmovny Říšské rady
2. Kristina Paulina (1830–1875)
3. Rudolf Karel z Kounic (1831–1889)
4. Jindřich z Kounic (1832–1912)
5. Ferdinand z Kounic (1833–1885)
6. Jiří Eugen z Kounic (1835–1909)
7. Alžběta (1836–1903)
8. Emanuel z Kounic (1839–1859)
9. Evžen z Kounic (1841–1919) – poslední mužský potomek rodu Kouniců
10. Václav Robert Kounic (1848–1913) – politik a mecenáš